# The Darkness and the Light (Star Trek: Deep Space Nine)
"The Darkness and the Light" és l'onzè episodi de la cinquena temporada de la sèrie de televisió de ciència-ficció estatunidenca Star Trek: Deep Space Nine, el 109è de tota la sèrie. Originalment es van emetre en redifusió a partir del 6 de gener de 1997. L'episodi va ser dirigit per Mike Vejar i el guió fou escrit per Ronald D. Moore en base a una història de Bryan Fuller.
Ambientada al segle XXIV, la sèrie segueix les aventures a Espai Profund 9, una estació espacial situada prop d'un forat de cuc estable entre els Quadrants Alfa i Gamma de la Via Làctia, prop del planeta Bajor, mentre els bajorans es recuperen d'una brutal ocupació de dècades pels imperialistes cardassians. El Quadrant Gamma acull un imperi hostil conegut com el Domini, governat pels Fundadors que canvien de forma. A les temporades mitjanes de la sèrie, la Federació està amenaçada tant per l'Imperi Klíngon com pel Domini. Aquest episodi se centra en la segona al comandament de la base, Kira Nerys, i la seva història com a membre del moviment de resistència bajorana durant l'ocupació, ja que un assassí té com a objectiu els camarades de la resistència de Kira.

## Argument
Kira queda commocionada i entristida quan Latha Mabrin, una exmembre de la cèl·lula de resistència de Kira, és assassinada. La sorpresa de Kira es converteix en por quan rep un missatge que consisteix en una foto de Latha i una veu contorsionada que diu: "Aquesta n'és una". Kira interpreta el missatge com una amenaça per a tots els exmembres de la cèl·lula i s'amoïna que si no estigués embarassada com a mare de lloguer per al fill de Keiko i Miles O'Brien, podria protegir millor els seus camarades.
La Kira fa els arranjaments per  transportar la membre de la resistència Fala a un runabout que torna a Espai Profund 9 per a la seva protecció; però el transport és sabotejat i la Fala mor. Aviat, la Kira rep un missatge de la veu codificada que diu "Són dos". Més tard, mentre treballa en el cas amb el cap de seguretat Odo, la Kira rep un missatge de "Són tres" que mostra la cara de Mobara, un altre membre de la cèl·lula.
La Furel i la Lupaza, dos antics camarades més, arriben a Espai Profund 9 i s'ofereixen a perseguir l'assassí per la Kira. Ella prefereix gestionar el seu problema dins dels límits de la llei, però permet que Furel i Lupaza es quedin amb ella a les estances dels O'Brien. Durant una reunió de personal, l'Odo suposa que qui sigui que estigui cometent l'assassinat probablement té una venjança contra la Kira, i que ella també és un objectiu probable, i s'adona que les gravacions són una modificació de la seva pròpia veu. Aviat, Furel i Lupaza moren en una explosió a les estances dels O'Brien.
Kira roba una llista de sospitosos de l'oficina d'Odo i se'n va a investigar. Aviat arriba a casa de Silaran Prin, un dels sospitosos. Prin la captura i la immobilitza, i explica la seva motivació.
Prin, un civil cardassià que va ser desfigurat en un bombardeig de la Resistència, està castigant els responsables. Acusa Kira de matar indiscriminadament, mentre que només mata els culpables. Ella replica que els cardassians eren una raça alienígena hostil que ocupava Bajor, i fins i tot si ell era un civil, estava ajudant indirectament l'ocupació i, per tant, un objectiu legítim. Prin li diu a Kira que li perdonarà el nadó, però que la matarà, i es prepara per operar. Kira demana un sedant, adonant-se que les herbes que ha pres durant el seu embaràs fan que la majoria dels sedants siguin ineficaços. Fingeix que s'adorm, després es llança sobre Silaran, atacant-lo i matant-lo. Quan la tripulació de Deep Space Nine arriba per rescatar-la, Prin ja és mort i Kira, commocionada, només vol tornar a casa.

## Actors convidats
- Randy Oglesby - Silaran Prin
- William Lucking - Furel
- Diane Salinger - Lupaza
- Jennifer Savidge - Trentin Fala
- Aron Eisenberg - Nog

## Producció
L'episodi va ser la primera història de Star Trek escrita per Bryan Fuller, el argument original del qual per a l'episodi era una variació de la novel·la d'Agatha Christie Deu negrets; Fuller continuaria escrivint un altre episodi de la cinquena temporada, "Empok Nor", abans d'unir-se a l'equip de guionistes de Star Trek: Voyager, i finalment va ascendir a coproductor a la seva última temporada. El 2016 Fuller va ser breument productor creador de Star Trek: Discovery; va establir l'arc argumental i la mitologia, però va marxar abans que la sèrie s'emetés a causa d'altres compromisos.

## Recepció
Zack Handlen de The A.V. Club va elogiar Visitor "la seva excel·lent versió habitual", però va criticar el guió, que "sembla quelcom que ja hem vist abans".
Keith R. A. DeCandido de Tor.com va donar a l'episodi un 5 sobre 10.
El 2018, Syfy va recomanar aquest episodi per la seva guia de visionat abreujada del personatge Kira Nerys.
Escrivint per a Syfy Wire el 2017, Dany Roth va classificar aquest com el setè millor episodi escrit per Bryan Fuller, un dels dos episodis de "Deep Space Nine" escrits per ell (l'altre va ser "Empok Nor"). Roth va ser molt positiu sobre aquest episodi centrat en Kira, i va pensar que Nana Visitor va aportar molt a aquesta història i personatge.
El 2017, Screen Rant va classificar aquest episodi com el 15è episodi temàticament més fosc de la franquícia Star Trek. Destaquen que aquest episodi va més enllà de la visió esperançadora de Gene Roddenberry del futur a l'univers Star Trek explorant el actes de violència per part dels opressors i oprimits durant l'ocupació cardassiana de Bajor. Assenyalen que, si bé l'episodi no exonera realment Kira per les seves activitats bèl·liques, el seu processament com a justícia tampoc no té un alt nivell moral. Assenyalen la discussió "brutal" on cap dels dos es disculpa per les seves activitats, deixant que el públic consideri la moralitat de les accions que els personatges volen fer passar.